# Манассе IV (граф Ретеля)

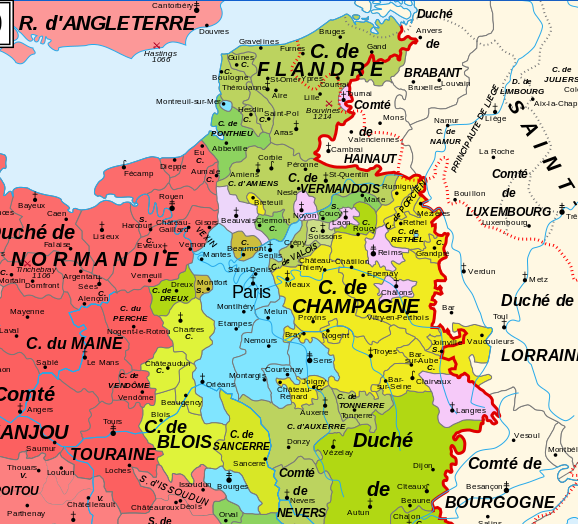
Графство Ретель — жёлтым цветом, севернее Шампани

Манассе IV (Manassès IV de Rethel) (ум. 1199) — граф Ретеля с не позднее чем 1171.
Сын Итье де Ретеля и Беатрисы де Намюр.
У его родителей был другой сын по имени Манассе. Он упоминается в документе 1144 года и умер вскоре после. Это значит, что Манассе IV родился между 1145 и 1150 годами.
Наследовал отцу в графстве Ретель не ранее 1166 и не позднее 1171 года. До этого был шателеном Витри, после смерти отца передал шателению младшему брату - Генриху (ум. 1191)
Жена — Матильда (ум. после 1221), дочь графа Конрада фон Кибург и Матильды Барской. Она впервые упоминается в документе 1174 г. По данным генеалогических сайтов, до неё женой Манассе IV была Маго из рода графов Фландрии.
Сын (от Матильды фон Кибург):
- Гуго II (р. не позднее 1175, ум. 1227/1228), граф Ретеля.